# Victoria's Secret Fashion Show 2016
El desfile de Victoria's Secret de 2016 se realizó en el Gran Palacio de París en París, Francia, El show fue grabado el 30 de noviembre de 2016 y fue emitido el 5 de diciembre de ese mismo año en la cadena estadounidense CBS.
El show contó con las actuaciones musicales de Lady Gaga, Bruno Mars y The Weeknd.
Entre las modelos participantes en el desfile se encontraron los actuales ángeles de Victoria's Secret; Adriana Lima, Alessandra Ambrosio, Lily Aldridge, Lais Ribeiro, Elsa Hosk, Jasmine Tookes, Sara Sampaio, Martha Hunt, Stella Maxwell, Taylor Hill, Romee Strijd y Josephine Skriver. Las modelos Behati Prinsloo y Candice Swanepoel no pudieron participar en el desfile debido a sus embarazos. La encargada de llevar el Fantasy Bra fue la modelo Jasmine Tookes, que lució el Bright Night Fantasy Bra valorado en tres millones de dólares.

## Segmentos del desfile

### Segmento 1: The Road Ahead
| Artista       | Canción                        | Notas |
| ------------- | ------------------------------ | ----- |
| U2            | Vertigo                        | Remix |
| Stevie Wonder | Uptight (Everything's Alright) | Remix |
| Kesha         | Animal                         | Remix |

| Nacionalidad   | Nombre              | Desfiles                        | Notas            |
| -------------- | ------------------- | ------------------------------- | ---------------- |
| Suecia         | Elsa Hosk           | 2011-presente                   | Ángel oficial    |
| Estados Unidos | Taylor Marie Hill   | 2014-presente                   | Ángel oficial    |
| Angola         | Maria Borges        | 2013-2017                       |                  |
| Brasil         | Lais Ribeiro        | 2010-2011; 2013-presente        | Ángel oficial    |
| Brasil         | Adriana Lima        | 1999-2003; 2005-2008; 2010-2018 | Ángel oficial    |
| China          | Liu Wen             | 2009-2012; 2016-presente        |                  |
| Estados Unidos | Kendall Jenner      | 2015-2016, 2018                 |                  |
| China          | Ming Xi             | 2013-presente                   |                  |
| Estados Unidos | Devon Windsor       | 2013-presente                   | Modelo de prueba |
| Francia        | Cindy Bruna         | 2013-presente                   |                  |
| Puerto Rico    | Joan Smalls         | 2011-2016                       |                  |
| Estados Unidos | Jasmine Tookes      | 2012-presente                   | Ángel oficial    |
| Estados Unidos | Gigi Hadid          | 2015-2016; 2018                 |                  |
| Brasil         | Daniela Braga       | 2014-2017                       |                  |
| Estados Unidos | Martha Hunt         | 2013-presente                   | Ángel oficial    |
| Brasil         | Barbara Fialho      | 2012-presente                   | Modelo de prueba |
| Brasil         | Alessandra Ambrosio | 2000-2003; 2005-2017            | Ángel oficial    |

### Segmento 2: Mountain Romance
| Artista   | Canción         | Notas             |
| --------- | --------------- | ----------------- |
| Lady Gaga | Million Reasons | Actuación en vivo |

| Nacionalidad   | Nombre            | Desfiles                 | Notas          |
| -------------- | ----------------- | ------------------------ | -------------- |
| Dinamarca      | Josephine Skriver | 2013-presente            | Ángel oficial  |
| Países Bajos   | Sanne Vloet       | 2015-2017                |                |
| Estados Unidos | Lily Aldridge     | 2009-2017                | Ángel oficial  |
| Reino Unido    | Megan Williams    | 2016-presente            | Primer desfile |
| China          | Sui He            | 2011-presente            |                |
| Reino Unido    | Leomie Anderson   | 2015-presente            |                |
| Suecia         | Kelly Gale        | 2013-2014; 2016-presente |                |
| Reino Unido    | Lily Donaldson    | 2010-2016                |                |
| Brasil         | Izabel Goulart    | 2005-2016                | Ex-ángel       |
| Bélgica        | Stella Maxwell    | 2014-presente            | Ángel oficial  |
| Portugal       | Sara Sampaio      | 2013-presente            | Ángel oficial  |
| Estados Unidos | Keke Lindgard     | 2016                     | Primer desfile |
| Brasil         | Flavia Lucini     | 2015-2016                |                |
| Países Bajos   | Romee Strijd      | 2014-presente            | Ángel oficial  |

### Segmento 3: Pink Nation
| Artista    | Canción | Notas             |
| ---------- | ------- | ----------------- |
| Bruno Mars | Chunky  | Actuación en vivo |

| Nacionalidad   | Nombre            | Desfiles      | Notas                                  |
| -------------- | ----------------- | ------------- | -------------------------------------- |
| Estados Unidos | Grace Elizabeth   | 2016-presente | Primer desfile / Portavoz oficial PINK |
| Tanzania       | Herieth Paul      | 2016-presente | Primer desfile                         |
| Australia      | Bridget Malcolm   | 2015-2016     |                                        |
| China          | Xiao Wen Ju       | 2016-2017     | Primer desfile                         |
| Estados Unidos | Rachel Hilbert    | 2015-2016     | Portavoz oficial PINK                  |
| Estados Unidos | Alanna Arrington  | 2016-presente | Primer desfile                         |
| Brasil         | Lais Oliveira     | 2016          | Primer desfile                         |
| Estados Unidos | Maggie Laine      | 2016-presente | Primer desfile                         |
| Francia        | Camille Rowe      | 2016          | Primer desfile                         |
| Estados Unidos | Brooke Perry      | 2016          | Primer desfile                         |
| Estados Unidos | Zuri Tibby        | 2016-presente | Primer desfile / Portavoz oficial PINK |
| Estados Unidos | Lameka Fox        | 2016-presente | Primer desfile                         |
| Brasil         | Luma Grothe       | 2016          | Primer desfile                         |
| Estados Unidos | Dilone Altagracia | 2016-2017     | Primer desfile                         |

### Segmento 4: Secret Angel
| Artista    | Canción | Notas             |
| ---------- | ------- | ----------------- |
| The Weeknd | Starboy | Actuación en vivo |

| Nacionalidad   | Nombre            | Desfiles                        | Notas          |
| -------------- | ----------------- | ------------------------------- | -------------- |
| Brasil         | Adriana Lima      | 1999-2003; 2005-2008; 2010-2018 | Ángel oficial  |
| Rusia          | Valery Kaufman    | 2015-2016                       |                |
| Estados Unidos | Bella Hadid       | 2016-presente                   | Primer desfile |
| Estados Unidos | Jourdana Phillips | 2016-presente                   | Primer desfile |
| Francia        | Cindy Bruna       | 2013-presente                   |                |
| China          | Ming Xi           | 2013-presente                   |                |
| Países Bajos   | Sanne Vloet       | 2015-2017                       |                |
| Suecia         | Elsa Hosk         | 2011-presente                   | Ángel oficial  |
| Rusia          | Irina Shayk       | 2016                            | Primer desfile |
| Reino Unido    | Leomie Anderson   | 2015-presente                   |                |
| China          | Liu Wen           | 2009-2012; 2016-presente        |                |
| Nueva Zelanda  | Georgia Fowler    | 2016-presente                   | Primer desfile |
| Portugal       | Sara Sampaio      | 2013-presente                   | Ángel oficial  |

### Segmento 5: Dark Angel
| Artista   | Canción           | Notas             |
| --------- | ----------------- | ----------------- |
| Lady Gaga | A-YO y John Wayne | Actuación en vivo |

| Nacionalidad   | Nombre              | Desfiles                 | Notas            |
| -------------- | ------------------- | ------------------------ | ---------------- |
| Estados Unidos | Taylor Marie Hill   | 2014-presente            | Ángel oficial    |
| Estados Unidos | Gigi Hadid          | 2015-2016; 2018          |                  |
| China          | Sui He              | 2011-presente            |                  |
| Estados Unidos | Kendall Jenner      | 2015-2016, 2018          |                  |
| Estados Unidos | Devon Windsor       | 2013-presente            | Modelo de prueba |
| Brasil         | Lais Ribeiro        | 2010-2011; 2013-presente | Ángel oficial    |
| Rusia          | Kate Grigorieva     | 2014-2016                | Ex-ángel         |
| Estados Unidos | Martha Hunt         | 2013-presente            | Ángel oficial    |
| Brasil         | Alessandra Ambrosio | 2000-2003; 2005-2017     | Ángel oficial    |
| Brasil         | Barbara Fialho      | 2012-presente            | Modelo de prueba |
| Brasil         | Izabel Goulart      | 2005-2016                | Ex-ángel         |
| Puerto Rico    | Joan Smalls         | 2011-2016                |                  |

### Segmento 6: Bright Night Angel
| Artista    | Canción   | Notas             |
| ---------- | --------- | ----------------- |
| Bruno Mars | 24K Magic | Actuación en vivo |

| Nacionalidad   | Nombre            | Desfiles                 | Notas                                                                        |
| -------------- | ----------------- | ------------------------ | ---------------------------------------------------------------------------- |
| Bélgica        | Stella Maxwell    | 2014-presente            | Ángel oficial                                                                |
| Nueva Zelanda  | Georgia Fowler    | 2016-presente            |                                                                              |
| Estados Unidos | Jasmine Tookes    | 2012-presente            | Ángel oficial; luciendo el "Bright Night Fantasy Bra" valorado en $3,000,000 |
| Estados Unidos | Bella Hadid       | 2016-presente            |                                                                              |
| Angola         | Maria Borges      | 2013-2017                |                                                                              |
| Reino Unido    | Lily Donaldson    | 2010-2016                |                                                                              |
| Rusia          | Irina Shayk       | 2016                     |                                                                              |
| Países Bajos   | Romee Strijd      | 2014-presente            | Ángel oficial                                                                |
| Dinamarca      | Josephine Skriver | 2013-presente            | Ángel oficial; luciendo el Swarovski Outfit                                  |
| Suecia         | Kelly Gale        | 2013-2014; 2016-presente |                                                                              |
| Estados Unidos | Jourdana Phillips | 2016-presente            |                                                                              |
| Estados Unidos | Lily Aldridge     | 2009-2017                | Ángel oficial                                                                |